# Membres de la famille Romanov ayant survécu à la guerre civile russe

Armoiries de l'Empire russe.

À la date du 4 mars 1917, jour du renoncement au trône de Russie du grand-duc Mikhaïl Alexandrovitch de Russie, 53 membres de la famille Romanov résidaient en Russie impériale, mais le 26 janvier 1918 le grand-duc Nikolaï Konstantinovitch de Russie décéda de mort naturelle dans la ville de Tachkent (il fut le dernier grand-duc inhumé sous la Russie impériale en la cathédrale de Saint-Georges à Tachkent).
Sur les 52 autres membres composant à plein la famille Romanov, dix-sept furent assassinés par les Bolcheviks, certains dans d'atroces conditions. Trente-cinq autres hommes et femmes descendants des tsars Nicolas Ier de Russie, d'Alexandre II de Russie ou d'Alexandre III de Russie ou alliés à l'un d'entre eux par un mariage (l'impératrice douairière, danoise de naissance, l'épouse de Michel Alexandrovitch), ont été recensés à ce jour se répartissent en onze groupes. Ils purent, grâce à différentes circonstances, échapper à la mort. De même moururent officiellement sous le titre Romanov, la tsarine Alix de Hesse à Ekaterinbourg et sa sœur Elisabeth Féodorovna à Alapeievsk, qui étaient anglo-allemandes de naissance. Un douzième groupe, bien que morganatique, s'y rattache étroitement : la famille du successeur attitré de Nicolas II, son frère Michel Alexandrovitch Romanov également assassiné. Cela donne alors trente-huit Romanov survivants début février 1919 sur les cinquante-cinq encore en vie début juin 1918.
Les différents membres de la famille Romanov ayant trouvé refuge dans différents pays étrangers sont classés selon leur regroupement lors de leur fuite de Russie.

## Premier groupe
En 1917, Victoria Melita de Saxe-Cobourg-Gotha parvint à obtenir du chef du gouvernement provisoire Alexandre Kerenski des sauf-conduits permettant au couple et à leurs enfants de quitter la Russie. En juin 1917, le grand-duc, la grande-duchesse et leurs deux filles prirent la fuite et s'installèrent quelque temps en Finlande (mai 1917) puis résidèrent à Cobourg en Allemagne. En 1920, la famille agrandie par la naissance du grand-duc Vladimir Kirillovitch de Russie (1917-1992) s'installa dans le petit village breton de Saint-Briac. Le 8 août 1922, le grand-duc se proclama « Protecteur du trône de Russie », le 31 août 1924 prit le titre d'empereur et autocrate de Russie. Le grand-duc Kirill Vladimirovitch de Russie décéda le 12 octobre 1938 à Neuilly. Après la chute du communisme en URSS, sa bru, la grande-duchesse Léonida Bragation-Moukhranski fit inhumer son beau-père, le grand-duc Kirill Vladimirovitch de Russie et son épouse la grande-duchesse Victoria Melita de Saxe-Cobourg-Gotha en la basilique de la forteresse Saint-Pierre et Paul à Saint-Pétersbourg.

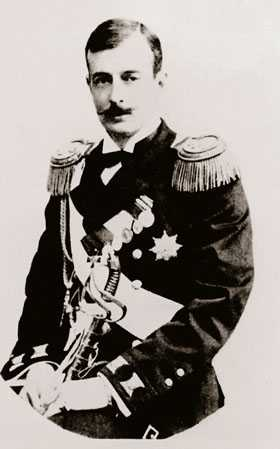
Le grand-duc Kirill Vladimirovitch de Russie.

- Le grand-duc Kirill Vladmirovitch de Russie (1876-1938), fils du grand-duc Vladimir Alexandrovitch de Russie, petit-fils d'Alexandre II de Russie et cousin de Nicolas II de Russie;
- Victoria Fiodorovna (1876-1936), épouse et cousine du précédent et petite-fille de la reine Victoria Ire du Royaume-Uni ;

Leurs enfants :
- Maria Kyrillovna de Russie (1907-1951)
- Kira Kyrillovna de Russie (1909-1967)

## Deuxième groupe
- Le prince Gavriil Konstantinovitch de Russie (1887-1955), fils du grand-duc Konstantin Konstantinovitch de Russie, arrière-petit-fils de Nicolas Ier de Russie et frère des trois Konstantinovitch assassinés à Alapaïevsk le 18 juillet 1918 échappa à une mort certaine grâce à l'intervention de Maxime Gorki. Détenu à la prison de Spalernia à Petrograd, le gouvernement soviétique lui accorda un laissez-passer, avec son épouse morganatique Antonia Nestorovskaïa. Il se réfugia en Finlande puis s'établit à Paris.

## Troisième groupe
- Elizaveta Mavrikievna dite « Mavra » (1865-1927), épouse du grand-duc Konstantin Konstantinovitch de Russie et mère du précédent. Conviée à la Cour de Suède par la reine Victoria de Bade et avec l'aval du gouvernement soviétique, la grande-duchesse put monter à bord du navire suédois Angermanland. Accompagnée de ses deux plus jeunes enfants et de ses deux petits-enfants, elle quitta Petrograd en novembre 1918. Elle s'installa pour une durée de deux ans en Suède. Sur l'invitation du roi Albert Ier, elle s'établit en Belgique et plus tard à Altenburg en Allemagne, où elle vécut durant trente années entrecoupées par quelques séjours en Angleterre.

Ses deux plus jeunes enfants :
- le prince Georgui Konstantinovitch de Russie (1903-1938) ;
- la princesse Vera Constantinovna de Russie (1906-2001).

Ses deux petits-enfants issus du mariage de son fils aîné, le prince Ioann Konstantinovitch de Russie et d'Hélène de Serbie :
- Vsevelod Ivanovitch de Russie (1914-1973) ;
- Catherine Ivanovna de Russie (1915-2007).

## Quatrième groupe

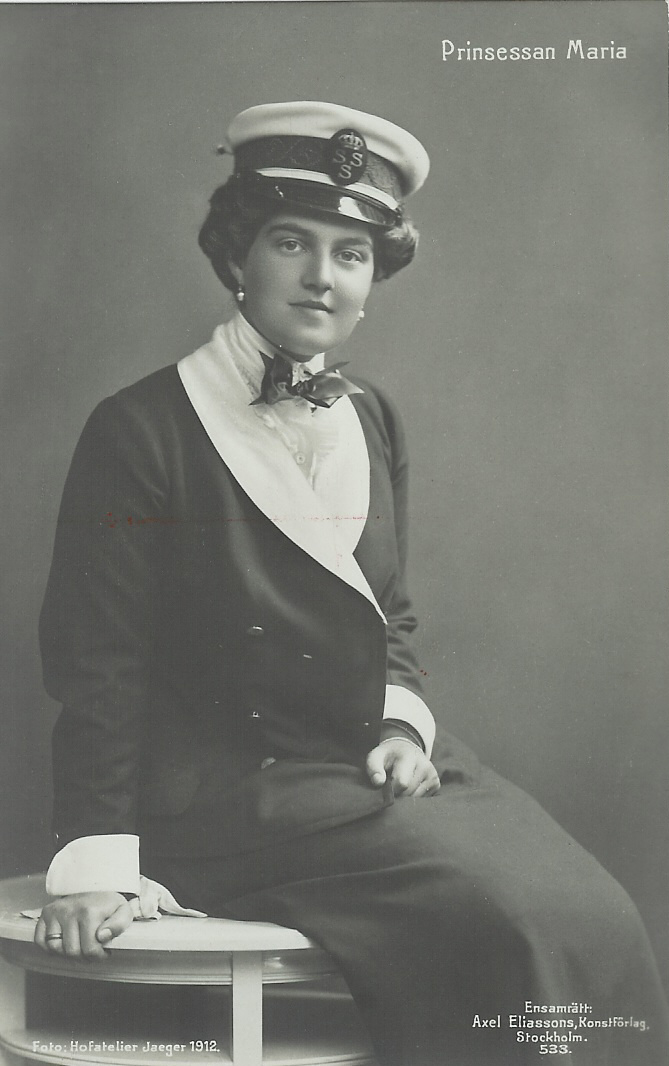
La grande-duchesse Maria Pavlovna de Russie en 1912.

- En juillet 1918, la grande-duchesse Maria Pavlovna de Russie (1890-1958), fille du grand-duc Pavel Alexandrovitch de Russie et d'Alexandra de Grèce, épouse du prince Sergueï Mikhaïlovitch Poutiatine quitta la Russie à bord d'un train à destination de l'Allemagne. Conviée par la reine de Roumanie Maria de Saxe-Cobourg-Gotha, la grande-duchesse passa la frontière germano-roumaine et arriva dans le royaume roumain en novembre 1918[1].

## Cinquième groupe
- La princesse Elena Petrovna (1884-1962), fille du roi Alexandre Ier de Serbie et veuve du prince Ioann Konstantinovitch de Russie assassiné le 18 juillet 1918 à Alapaïevsk. Infirmière durant la Première Guerre mondiale, elle quitta son poste pour rejoindre son époux détenu en Oural, mais arrêtée, elle fut détenue à Moscou puis à Perm. Elle eut la vie sauve grâce à l'intervention diplomatique de la Norvège. En décembre 1918, le gouvernement soviétique lui délivra un sauf-conduit lui permettant de sortir du territoire russe. Elle demeura un temps en Suède puis s'établit définitivement à Nice, où elle décéda le 16 octobre 1962.

## Sixième groupe

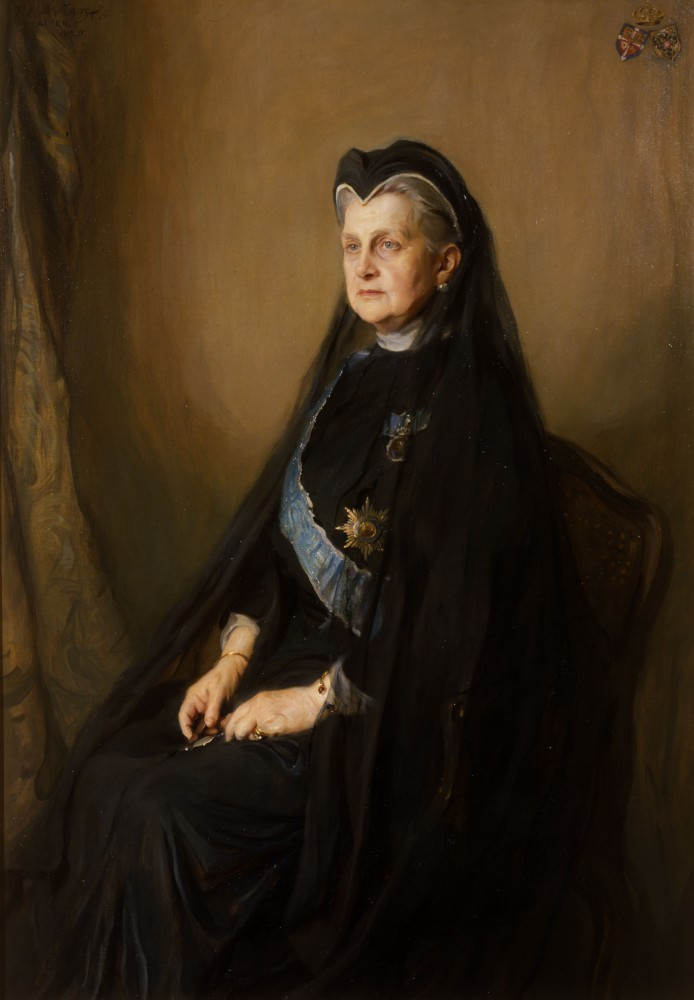
La reine Olga de Grèce par Philip Alexius de László, 1914, collection particulière.

La reine mère de Grèce Olga Konstantinovna de Russie (1851-1926), fille du grand-duc Konstantin Nikolaïevitch de Russie, veuve du roi Georges Ier de Grèce mais également grand-mère de la grande-duchesse Maria Pavlovna de Russie (1890-1958) et sœur du grand-duc Dmitri Konstantinovitch de Russie assassiné le 28 janvier 1919 à Saint-Pétersbourg. En 1913, après l'assassinat de son époux, la reine Olga Konstantinovna de Russie quitta la Grèce pour retourner dans son pays natal. Dans le palais de Pavlovsk, elle mit en place un hôpital militaire. Après la Révolution russe de 1917, elle se retrouva prisonnière dans le château. Grâce à l'intervention de l'ambassade du Danemark, en décembre 1918, les Bolcheviks lui donnèrent l'autorisation de quitter la Russie avec sa femme de chambre. Elle trouva refuge en Suisse.

## Membres de la famille Romanov réunis en Crimée
Un certain nombre de membres de la famille Romanov fuyant devant les Bolcheviks trouvèrent refuge en Crimée.
Le roi Gustave V de Suède, alors souverain d’un pays neutre, proposa par voie diplomatique d'envoyer des secours aux membres de la famille Romanov exposés à tous les dangers, mais les Français et les Britanniques refusèrent de dépêcher des navires en mer Noire. Les différentes tentatives de sauvetage des membres de la famille Romanov furent repoussés par les alliés de la Russie impériale, ces refus provoquèrent la mort de certains grands-ducs, grandes-duchesse et princes de Russie.
L’avancée des Bolcheviks en Russie poussa les Romanov à se rassembler en petits groupes. Le dernier survivant de la famille Romanov quitta le sol russe dans le courant du mois de février 1920, soit trois ans après l’abdication du dernier tsar Nicolas II de Russie.

## Septième groupe
En mars 1919, dans le port d'Anapa dans le Caucase, le grand-duc Boris Vladimirovitch de Russie (1877-1943) et sa future épouse Zénaïda Rachevska, son frère cadet, le grand-duc Andreï Vladimirovitch de Russie (1879-1956), (fils du grand-duc Vladimir Alexandrovitch de Russie) montèrent à bord d'un navire et quittèrent la Russie. Les deux frères s'établirent à Paris.
Auparavant, de façon fortuite, le grand-duc Boris Vladimirovitch de Russie et son jeune frère purent échapper au terrible destin de certains membres de la famille Romanov. Le commandant du groupe de Bolcheviks chargé d'exécuter les deux princes impériaux était un ancien artiste et une ancienne connaissance de Boris Vladimirovitch de Russie. En effet, lors de son séjour à Paris, le grand-duc marchant dans le Quartier latin acheta peut-être quelques toiles à ce peintre, lui évitant ainsi de mourir de faim. Ainsi, le commandant ne put se résigner à tuer le grand-duc qui, comme lui, partageait la passion de l'art. Il abandonna les deux frères dans le véhicule et ceux-ci prirent la direction de la Crimée occupée par les troupes de l'Armée Blanche.

## Huitième groupe

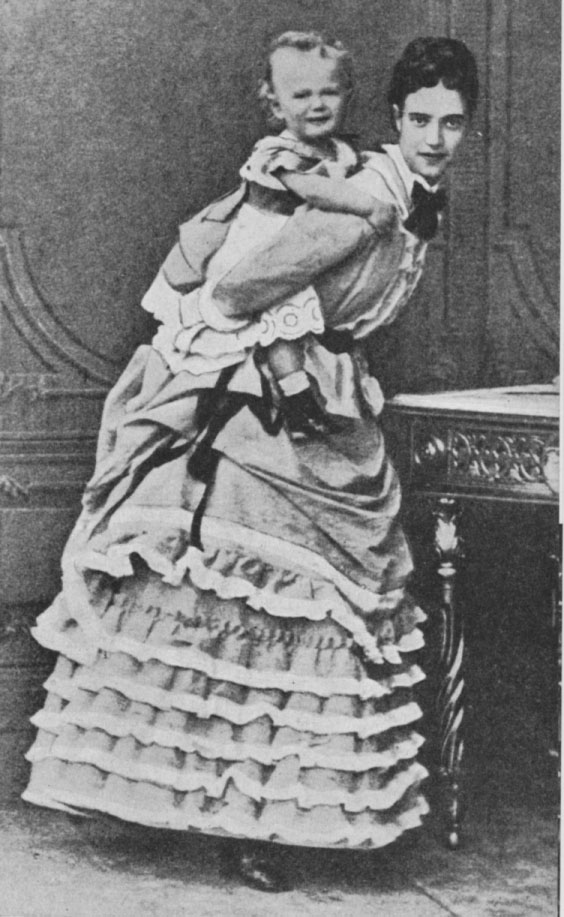
L'impératrice Maria Fiodorovna avec son fils, le futur Nicolas II.

En 1917, Maria Fiodorovna (1847-1928), épouse d'Alexandre III de Russie et mère de Nicolas II de Russie et du grand-duc Mikhaïl Aleksandrovitch de Russie assassinés par les Bolcheviks en 1918, réunit un grand nombre de membres de la famille Romanov à la Villa Ai Todor en Crimée et dans ses alentours. En février 1918, à Yalta, le grand-duc Dmitri Aleksandrovitch de Russie, ses parents, le grand-duc Alexandre Mikhaïlovitch de Russie et son épouse Xenia Alexandrovna de Russie, ses frères et sa sœur la grande-duchesse Irina Aleksandrovna de Russie et son époux le prince Felix Feliksovitch Ioussoupov, l'impératrice douairière Maria Fiodorovna furent retenus prisonniers par les Bolcheviks à la Villa Dulber. En mars 1918, après le traité de Brest-Litovsk signé le 3 mars 1918, les membres de la famille Romanov retenus prisonniers dans la Villa Dulber furent libérés par les Allemands. Au cours de l'été de 1918, ils furent installés dans la Villa Harax près de Sébastopol, en mars 1919, les occupants de la Villa Ai Todor les rejoignirent. Le HMS Malborough et le HMS Nelson, deux cuirassés de la Royal Navy vinrent leur porter secours, en avril 1919, ce groupe embarqua sur ces deux bâtiments de guerre à Yalta. Invitée par sa sœur Alexandra du Danemark, elle fit un court séjour au Royaume-Uni puis s'établit dans le pays qui l'avait vu naître, elle élit domicile dans sa maison située près de Copenhague où, aux temps heureux, elle passa ses vacances. Elle y décéda le 13 octobre 1928. Mais auparavant elle avait souhaité être inhumée auprès de son époux en la cathédrale Saint-Pierre et Paul à Saint-Pétersbourg. Son souhait fut exaucé le 28 septembre 2006. Aujourd'hui elle repose auprès de son époux Alexandre III de Russie, de ses fils Nicolas II de Russie et du grand-duc Georgui Aleksandrovitch de Russie (1871-1889), de sa bru Alexandra Fiodorovna, de ses petits-enfants Olga Nikolaïevna, Tatiana Nikolaïevna, Maria Nikolaïevna, Anastasia Nikolaïevna et du petit tsarevitch Alexis Nikolaïevitch.

### Membres de la famille Romanov à bord du HMS Malborough
Coupables d'avoir introduit auprès de la famille impériale le « starets » Raspoutine, une quelconque agression perpétrée par des fidèles au régime de la monarchie impériale de Russie contre la grande-duchesse Militza de Monténégro et sa sœur Anastasia de Monténégro fut crainte par l'entourage de l'impératrice douairière Maria Fiodorovna. La décision fut prise de faire voyager les Nikolaïevitch sur le HMS Nelson, l'impératrice mère sur le HMS Malborough.

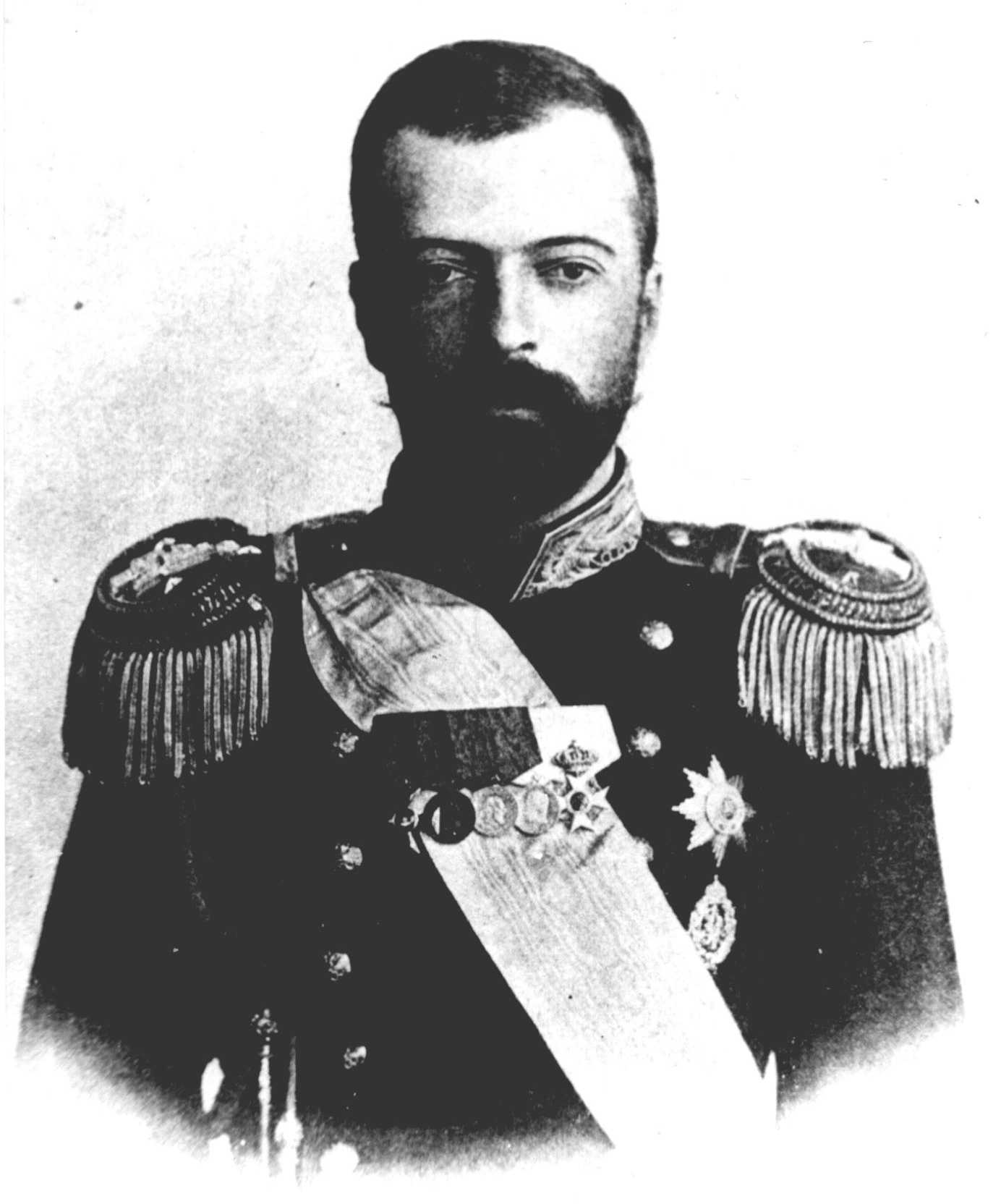
Alexandre Mikhaïlovitch de Russie.

- L'impératrice mère Maria Fiodorovna, (fille de Christian IX du Danemark, princesse du Danemark, épouse d'Alexandre III de Russie, mère du tsar Nicolas II de Russie ;
- La grande-duchesse Xenia Alexandrovna de Russie, fille d'Alexandre III de Russie et sœur de Nicolas II de Russie ;
- Alexandre Mikhaïlovitch de Russie, dit Sandro, fils du grand-duc Mikhaïl Nikolaïevitch de Russie et époux de la grande-duchesse Xenia Alexandrovna de Russie ;

Leurs enfants :
- Le prince Fiodor Aleksandrovitch de Russie ;
- Le prince Nikita Aleksandrovitch de Russie ;
- Le prince Dmitri Aleksandrovitch de Russie ;
- Le prince Rostislav Aleksandrovitch de Russie ;
- Le prince Vassili Aleksandrovitch de Russie ;
- La princesse Irina Aleksandrovna de Russie et son époux le prince Felix Feliksovitch Ioussoupov ;
- Les parents du prince Felix Feliksovitch Ioussoupov, le prince Félix Soumarokov-Elston et la princesse Zenaïda Nikolaïevna Ioussoupova[6].

### Membres de la famille Romanov à bord du HMS Nelson

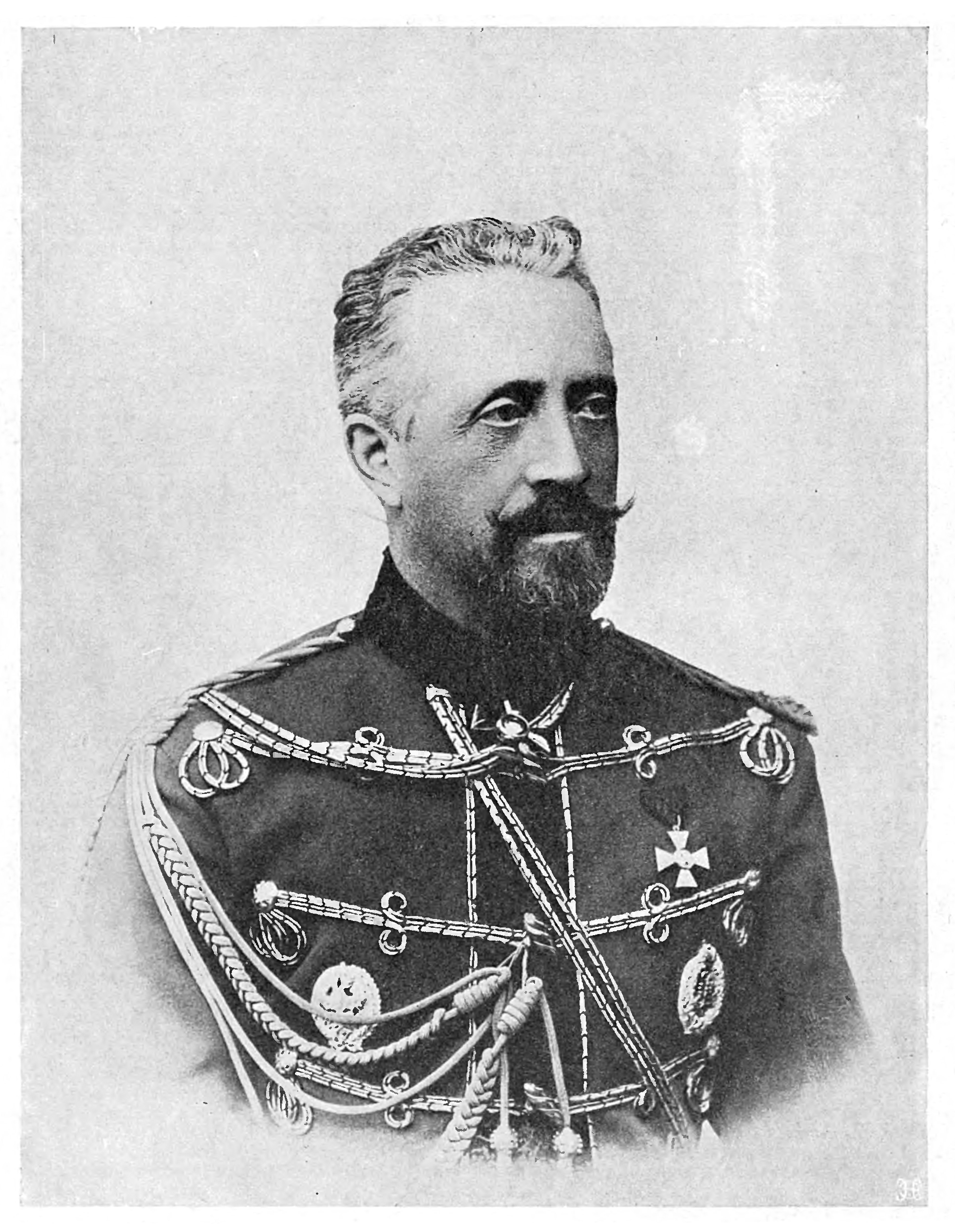
Le grand-duc Nicolas Nikolaïevitch de Russie.

- Le grand-duc Nikolaï Nikolaïevitch de Russie fils du grand-duc Nikolaï Nikolaïevitch de Russie et oncle de Nicolas II de Russie;
- La grande-duchesse Anastasia de Monténégro (1868-1935), fille de Nicolas Ier de Monténégro épouse du précédent accompagnée de ses deux enfants issus de son premier mariage avec le prince Georgui Massimilianovitch de Leuchtenberg :
- Sergueï Georguievitch de Leuchtenberg (1890-1974)
- Elena Georguievna de Leuchtenberg (1892-1971) accompagnée de son époux, le comte Stephan Tyszkiewicz;
- Piotr Nikolaïevitch de Russie (1864-1951), fils du grand-duc Nikolaï Nikolaïevitch de Russie, frère du précédent et son épouse la grande-duchesse Militza de Monténégro (1866-1951)

et leurs enfants :
- Le prince Roman Petrovitch de Russie
- La princesse Marina Petrovna de Russie
- La princesse Nadejda Petrovna de Russie accompagnée de son époux le prince Nikolaï Vladimirovitch Orlov et de leur fille
- La princesse Irina Nikolaïevna Orlova.

## Neuvième groupe

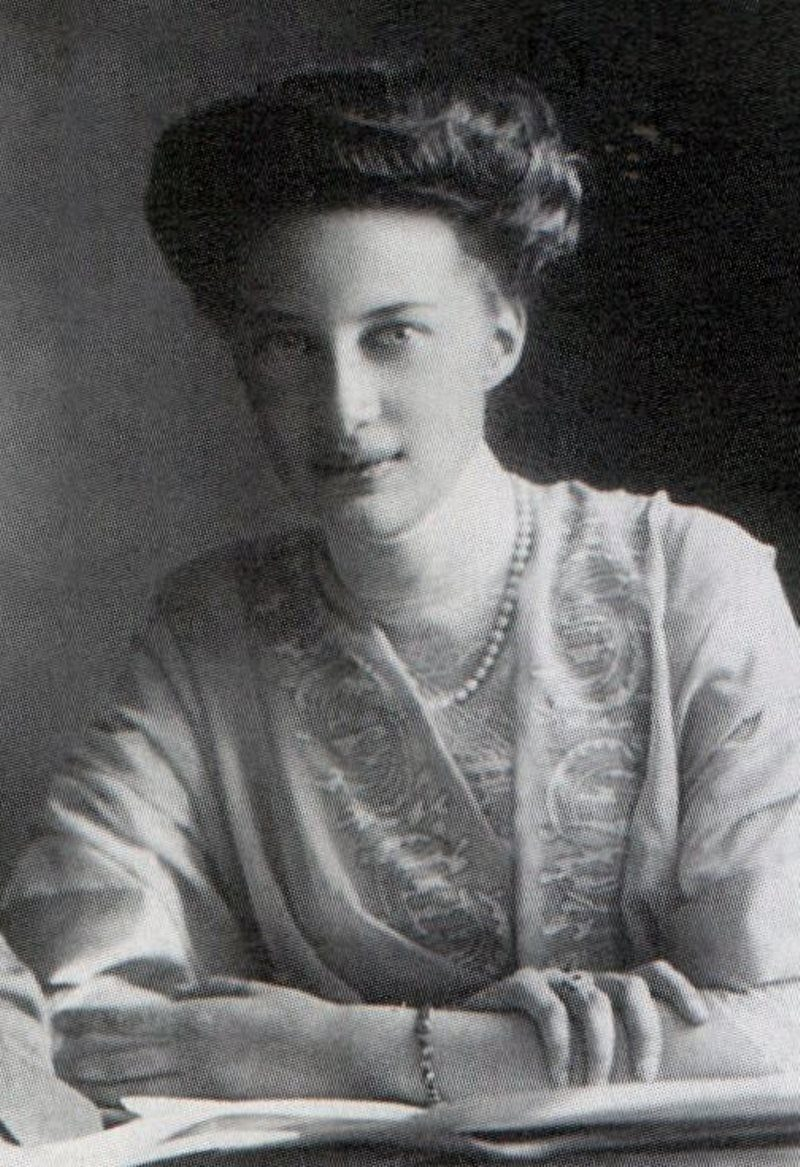
La grande-duchesse Tatiana Konstantinovna de Russie.

- La grande-duchesse Tatiana Konstantinovna de Russie (1890-1970) fille du grand-duc Konstantin Konstantinovitch de Russie, veuve du prince Konstantin Aleksandrovitch Bragation-Moukhransky (1890-1915) tué au cours de la Première Guerre mondiale à Jaroslaw (19 mai 1915). Après la prise du pouvoir par les Bolcheviks, très proche de son oncle paternel, le grand-duc Dmitri Konstantinovitch de Russie (1860-exécuté le 28 janvier 1919), Tatiana Konstantinovna de Russie demeura en Russie, elle resta aux côtés de son oncle dans son palais de Strelna. En ce lieu, la grande-duchesse s'éprit de l'aide de camp du grand-duc, le colonel Aleksandr Korotchenko. Poussée par son oncle, Tatiana Konstantinovna de Russie accompagnée du colonel et de ses deux enfants; le prince Teymuraz Konstantinovitch Bragation-Moukhransky (1912-1982) et de la princesse Natasha Konstantinovna Bragation-Moukhranskaya (1914-1994) prit la direction du sud de la Russie. Les fugitifs séjournèrent à Kiev puis à Odessa. Au terme de ce voyage, conviés par la reine de Roumanie Marie de Saxe-Cobourg-Gotha, ils trouvèrent refuge dans ce pays. Le 9 novembre 1921, Tatiana Konstantinovna de Russie épousa le colonel Aleksandr Korochentko, de nouveau veuve en 1924, elle éleva seule ses enfants. Plus tard, elle prit le voile; sous le nom de religion sœur Tamara, elle devint abbesse au monastère russe orthodoxe du Mont des Oliviers à Jérusalem, lieu où repose la grande-duchesse Elizaveta Fiodorovna assassinée par les Bolcheviks le 18 juillet 1918 à Alapaïevsk[7].

## Dixième groupe
- La grande-duchesse Olga Alexandrovna de Russie (1882-1960), fille d'Alexandre III de Russie et sœur cadette de Nicolas II de Russie. En 1917, accompagnée de son second époux, le colonel Nikolaï Alexandrovitch Koulikovsky, la grande-duchesse se réfugia en Crimée. Accompagnée de son époux et de ses deux jeunes fils, les princes Tihon Nikolaïevitch Koulovsky né en 1917 et Gouri Alexandrovitch Koulovsky né en 1920, elle quitta le groupe de la famille Romanov établi dans la Villa Ai Todor. Après avoir longé la côte de Crimée, le couple et leurs deux enfants parvinrent à embarquer sur un navire qui les emmena au Danemark en mars 1920[8].

## Onzième groupe

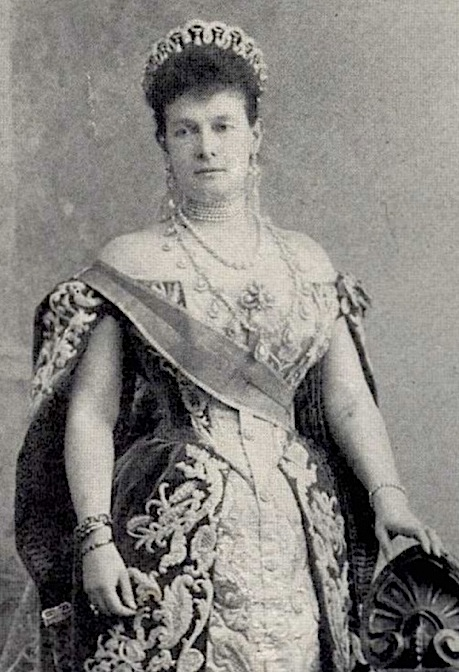
La grande-duchesse Maria Pavlovna.

- La grande-duchesse Maria Pavlovna (1854-1920), fille du grand-duc Frédéric-François II de Mecklembourg-Schwerin et veuve du grand-duc Vladimir Alexandrovitch de Russie (1847-1909), l'un des oncles de Nicolas II de Russie. Après la Révolution russe, la grande-duchesse eut l'opportunité de quitter la Russie à bord d'un navire faisant escale à Constantinople. Mais très imbue de sa personne, la grande-duchesse refusa l'humiliante séance d'épouillage dans le port turc. Mais à la fin de février 1920, elle se résigna à quitter la Russie à bord d'un paquebot italien ancré dans le port de Novorossiisk. Le navire fit escale dans un port turc. Dans sa fuite, la grande-duchesse Maria Pavlovna était accompagnée de son fils cadet, le grand-duc Andreï Vladimirovitch de Russie (1897-1956) et de sa future bru l'ancienne ballerine Mathilda Feliksovna Kschessinska. La Petite K surnom de la petite danseuse devint la maîtresse du tsarevitch Nikolaï Aleksandrovitch de Russie en 1890[9]. Établie à Paris, la grande-duchesse Maria Pavlovna dut se séparer de ses bijoux dont la plupart avait été acquis à la Maison Cartier. Dans la gêne, elle décéda en 1920 à Contrexéville où elle fut inhumée dans une chapelle orthodoxe qu'elle avait fait construire quelques années auparavant.

En 1943, l'un de ses fils, le grand-duc Boris Vladimirovitch de Russie (1877-1943) fut inhumé à ses côtés.

## Douzième groupe
Il s'agit ici exceptionnellement de trois membres d'un mariage morganatique.
- Natalia Cheremetievskaïa, veuve de Michel Alexandrovitch Romanov, le frère du tsar Nicolas II.
- Georges Brassov, leur fils et le neveu du tsar Nicolas II (1910-1931).
- Natalia Mormontova, belle-fille de Michel Alexandrovitch, demi-sœur de Georges Brassov, née d'un premier mariage de Natalia Cheremtievskaï, (1903-1969).

## Un treizième groupe?
Depuis les années 1980 sur la base d'une investigation de deux journalistes britanniques, Anthony Summers et Tom Mangold , divers historiens, tels que Marina Grey fille du général Anton Denikine, Marc Ferro et Michel Wartelle contestent le massacre de la famille impériale à Ekaterinbourg qui en Russie soviétique du vivant de Lénine, ne fut pas reconnu, à la différence des onze autres exécutions, dont celle du tsar Nicolas II. Ils s'appuient en partie sur des échanges de documents diplomatiques - mettant en avant le commissaire soviétique Gueorgui Tchitcherine qui répètera la chose à Gênes en 1922, faisant état du transfert de la tsarine, des quatre Grands Duchesses et peut-être du tsarévitch à l'ouest de l'Oural, et même à l'étranger après l'exécution du tsar . La version officielle soviétique qui apparut à Moscou fut "Nicolas Romanov a été fusillé (...) la femme et le fils ont été mis en lieu sûr". A Ekaterinbourg même, les journaux plus radicalement écrivirent la famille de Nicolas a été mise en lieu sûr. Après le 17 juillet 1918 les interlocuteurs occidentaux de Thchitchérine, allemands, espagnols, pontificaux cherchaient dans leurs messages à s'assurer de la protection à venir de "l'impératrice-veuve et de ses filles" dont ils ne doutaient pas qu'elles aient survécu, toutes les cinq à l'exécution solitaire de Nicolas II Romanov . Après juillet 1918 Zinoviev l'affirma, alors qu'il ordonnera et assumera les exécutions des quatre-grands ducs Romanov fin janvier 1919. Ce en représailles à l'annonce des assassinats le 15 janvier à Berlin des révolutionnaires spartakistes, Karl Liebknecht et Rosa Luxembourg. Après juillet 1918 les Bolcheviks voulaient négocier avec Guillaume II le transfert de la famille impériale d'ascendance germanique vers l'Allemagne contre la libération en pleine révolution spartakiste des révolutionnaires Karl Liebknecht et Leo Jogiches. Ils furent effectivement relaxés en octobre 1918. Fin septembre 1918 le frère de la tsarine, Ernest de Hesse, assura par télégramme secret auprès de sa sœur Victoria de Hesse tenir de deux sources dignes de confiance qu'« Alix et tous les enfants  sont en vie". Plus radicalement d'avril 1919 à sa mort en octobre 1928, l'impératrice douairière, elle-même épargnée, malgré son veuvage d'avec le tsar Alexandre III qui fit exécuter le frère de Lénine en 1887, affirma que les sept détenus impériaux avaient tous survécu ; que parmi eux son fils Nicolas s'était retiré dans un monastère . Cette incertitude constitue un des grands mystères du XXe siècle comme en témoigne la multitude de prétendants, diversement crédibles, au titre d'un des cinq enfants de Nicolas II. Tous étaient forts du fait que ces cinq jeunes corps de la famille n'avaient jamais été retrouvés entre juillet 1918 et juillet 1919 quand les Tchécoslovaques et les Russes blancs occupaient Ekaterinbourg ; à la différence des "martyrs d'Alapaievsk" dont les corps furent presque tout de suite retrouvés dans la ville nouvellement occupée. Marina Grey pense que la famille de Nicolas mourut après septembre 1918 pendant la guerre civile russe. D'après les recherches de Marc Ferro et de Michel Wartelle, Maria Nicolaïevna mourut dans un hôpital romain en 1970, Olga Nicolaïevna en 1976 dans une maison de retraite à Côme, Anastasia Nicolaïevna à Charlotsville (sous les traits de la fameuse Anna Anderson) en 1984 ; pour Michel Wartelle la tsarine dans un couvent florentin en 1942. Par ailleurs deux revues d'Histoire ont signalé la Grande Duchesse Tatiana Nicolaïevna vivante, dans l'après-guerre, sous l'identité possible d'Alexandra Michaelis, directrice d'un camp de réfugiés à Brême . Il n'y aurait eu alors selon la version de l'impératrice douairière ou l'ancienne version soviétique, cautionnée par plusieurs historiens que dix à onze homicides, et quarante-quatre à quarante-cinq sauvetages de Romanov. Ajoutons que, de par un lien de parenté avec la tsarine, Tchitcherine était lointainement un Romanov . Enfin en ce sens on doit aussi compter avec les trois survies -elles incontestées- en détention puis en exil de la belle-soeur du tsar, Natalia Cheremetievskaïa, de ses deux enfants George Brassov, Natalia Mormontova à la mort le 12 juin 1918 du père de famille Michel Alexandrovitch. En juin 1918 la répression bolchevique fut ciblée et frappa uniquement l'héritier potentiel adulte du tsar.

## Les huit membres de la famille Romanov résidant dans les pays étrangers au début de la Révolution russe

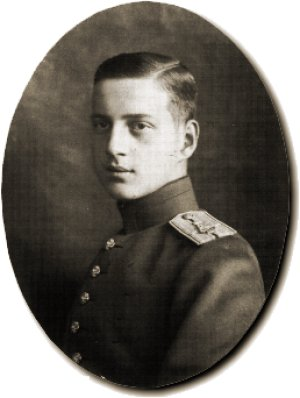
Le grand-duc Dmitri Pavlovitch de Russie.

Certains grands-ducs, grandes-duchesses ou princesses de Russie échappèrent à l’oppression soviétique grâce à un exil ou à un séjour dans un pays étranger.
- Le grand-duc Dmitri Pavlovitch de Russie (1891-1942), (fils du grand-duc Pavel Aleksandrovitch de Russie exécuté à Saint-Pétersbourg le 30 janvier 1919) fut exilé en Perse par Nicolas II de Russie pour sa participation à l’assassinat du « starets » Raspoutine dans la nuit du 29 décembre au 30 décembre 1916. Cet exil lui sauva la vie. La grande-duchesse Olga Nikolaïevna de Russie fut très éprise du grand-duc. En 1912, un mariage entre les deux jeunes gens fut envisagé, mais l’impératrice Alexandre Fiodorovna prit la décision de rompre ces fiançailles. Il fut le cousin préféré du tsar Nicolas II de Russie[19].
- Le grand-duc Mikhaïl Mikhaïlovitch de Russie dit « Miche Miche » (1861-1929), (fils du grand-duc Mikhaïl Nikolaïevitch de Russie et petit-fils de Nicolas Ier de Russie). Sans la permission du tsar et de ses parents, en 1891, il épousa morganatiquement la comtesse Sophie de Merenberg. Il fut déchu de son rang impérial, privé de ses honneurs militaires et fut exilé avec l’interdiction formelle de revenir en Russie. Cet exil forcé lui sauva peut-être la vie lors de la Révolution russe. Il vécut le reste de sa vie en exil, il s’établit en Angleterre, en France et en Allemagne. Il fut emporté par une grippe le 25 avril 1929 à Londres.
- Maria Georgievna de Grèce (1876-1940), fille du roi Georges Ier de Grèce et de la grande-duchesse Olga Konstantinovna de Russie, épouse du grand-duc Georgi Mikhaïlovitch de Russie exécuté à Saint-Pétersbourg le 28 juillet 1919. En voyage au Royaume-Uni lors de la déclaration de la Première Guerre mondiale, en compagnie de ses deux filles :
  - Nina Georgievna de Russie (1901-1974)
  - Xenia Georgievna de Russie (1903-1965)

la grande-duchesse ne se précipita pas pour effectuer son retour en Russie. Les mois passant, ce retour devint bien trop périlleux pour elle et ses enfants. Abandonnant ses associations caritatives, la grande-duchesse tenta en vain de sauver ses proches prisonniers des Bolcheviks.
- Maria Aleksandrovna de Russie (1853-1920), fille d’Alexandre II de Russie et épouse d’Alfred d'Édimbourg et de Saxe-Cobourg-Gotha. En 1893, devenue duchesse de Saxe-Cobourg-Gotha, elle vécut jusqu'à sa mort à Cobourg en Allemagne (24 octobre 1920 à Zurich).
- Anastasia Mikhaïlovna de Russie (1860-1922), fille de Mikhaïl Nikolaïevitch de Russie et épouse du grand-duc Frédéric-François III de Mecklembourg-Schwerin. Devenue grande-duchesse de Mecklenburg-Schwerin à la mort de son beau-père, elle vécut en Allemagne jusqu’à son décès survenu à Èze en France le 11 mars 1922.
- Hélène Vladimirovna de Russie (1882-1957), fille du grand-duc Vladimir Alexandrovitch de Russie et épouse de Nicolas de Grèce. Après son union avec le prince grec le 29 août 1902, la grande-duchesse continua à vivre en Russie jusqu’à la Révolution russe. Après 1917, le couple quitta la Grèce pour s’établir en Suisse puis en France où elle vint en aide aux émigrants russes. Elle décéda le 13 mars 1957 à Athènes.

## L'après révolution russe
La dynastie des Romanov régna sur la Russie de 1613 à 1917. Fin février 1920, Maria Pavlovna, son fils Andreï Vladimirovitch de Russie ainsi qu'une des deux sœurs de Nicolas II, Olga Alexandrovna, furent les derniers membres de la famille Romanov à quitter le sol russe. À cette date, la prestigieuse famille que fut les Romanov perdit son statut important et son influence dans le monde. Aujourd'hui, le chef de la Maison impériale de Russie est le grand-duc Andreï Andreïevitch de Russie (né en 1923), descendant de Nicolas Ier de Russie. Sa cousine Maria Vladimirovna de Russie revendique également ce statut.